# Scotia Plaza
Scotia Plaza je postmoderní mrakodrap v kanadském Torontu. Má 68 podlaží a výšku 275 metrů , je tak druhý nejvyšší mrakodrap ve městě, ale i v Kanadě. Výstavba probíhala v letech 1985 - 1988 podle projektu společnosti WZMH Architects, developery byly Campeau Corporation a Bank of Nova Scotia. Budova disponuje prostory o výměře 148 658 m2, které obsluhuje celkem 44 výtahů. Prostory jsou využívány jako kanceláře, hotel a v nižších patrech také jako maloobchodní pasáž. V pracovní dny pracuje v budově přibližně 8 000 zaměstnanců.